# Sena Tomita
Sena Tomita (jap. 冨田 せな, Tomita Sena; * 5. Oktober 1999 in Myōkō, Präfektur Niigata) ist eine japanische Snowboarderin. Sie startet in der Disziplin Halfpipe.

## Werdegang
Tomita nimmt seit 2010 an Wettbewerben der TTR World Snowboard Tour und seit 2013 an Wettbewerben der FIS teil. Bei den Juniorenweltmeisterschaften 2015 in Yabuli errang sie den 23. Platz. Im Dezember 2015 kam sie bei der U.S. Revolution Tour in Copper Mountain zweimal auf den dritten Platz. Ihren ersten Auftritt im Snowboard-Weltcup hatte sie im Februar 2016 in Sapporo, das sie auf dem neunten Platz beendete. In der Saison 2016/17 siegte sie bei den World Rookie Finale am Kitzsteinhorn und belegte bei den Burton US Open in Vail den vierten Platz. Nach Platz zehn beim Weltcup in Cardrona und Rang vier in Copper Mountain zu Beginn der Saison 2017/18, erreichte sie mit Platz zwei im Secret Garden Skiresort ihre erste Podestplatzierung im Weltcup. Bei den Winter-X-Games 2018 in Aspen wurde sie Siebte in der Superpipe. Im Februar 2018 siegte sie bei den japanischen Meisterschaften und belegte bei den Olympischen Winterspielen 2018 in Pyeongchang den achten Platz. 
In der Saison 2020/21 wurde Tomita in Laax und Aspen jeweils Dritte und errang den vierten Platz im Halfpipe-Weltcup. Beim Saisonhöhepunkt, den Snowboard-Weltmeisterschaften 2021, belegte sie den vierten Platz. In der folgenden Saison wurde sie japanische Meisterin und errang mit Platz drei in Mammoth sowie Platz zwei in Copper Mountain den 11. Platz im Park & Pipe-Weltcup sowie den zweiten Platz im Halfpipe-Weltcup. Bei den Winter-X-Games 2022 in Aspen gewann sie die Goldmedaille und bei den Olympischen Winterspielen 2022 in Peking die Bronzemedaille.

## Weltcupsiege
| Nr. | Datum            | Ort     | Disziplin |
| --- | ---------------- | ------- | --------- |
| 1.  | 21. Februar 2025 | Calgary | Halfpipe  |